# Kaspi
Kaspi (en georgiano: კასპი) es una ciudad en el norte de Georgia, ubicada en el este de la región de Iberia Interior y capital del municipio homónimo.

## Geografía
Kaspi se encuentra a orillas del río Kurá, 48 km al noroeste de Tiflis. La ciudad se encuentra 10 km al sur de la frontera con la autoproclamada Osetia del Sur.

## Historia
Según la leyenda, Kaspi fue construido por orden del tataranieto de Jafet, hijo de Mujetos Uplos en el siglo XXIV a. C. Kaspi es una de las ciudades más antiguas de Georgia y se menciona por primera vez en el siglo IV. Durante este período, Kaspi fue una de las ciudades más grandes e importantes del reino de Iberia. Está en las rutas comerciales que se muestran en el mapa de Peutinger de la antigüedad tardía. Kaspi fue el centro del objeto administrativo histórico "Kaspis Sasparsalaro". En el siglo VIII, la ciudad fue destruida tras una batalla con los árabes. 
El pueblo fue posesión de la noble familia Amilajvari en el siglo XV. Entre 1492 1762, Kaspi formó parte del reino de Iberia y el rey Simón I de Iberia, tomó el castillo y lo donó a los Svetitsjoveli.
Con la inauguración del tramo correspondiente de la línea ferroviaria Poti-Bakú, Kaspi recibió una estación de tren en 1872.
En el siglo XX, Kaspi fue renovada y desarrollada nuevamente. En la década de 1930 se construyó en el territorio del asentamiento la mayor planta de cemento de la época en Transcaucasia. El 11 de septiembre de 1938, Kaspi recibió el estatus de asentamiento urbano, adquiriendo la categoría de ciudad en 1959.
Durante la guerra ruso-georgiana de 2008, la fábrica de cemento y el puente ferroviario de la ciudad sufrieron graves daños por los ataques rusas.

## Demografía
La evolución demográfica de Kaspi entre 1939 y 2022 fue la siguiente:
| 4729                                            | 9 143 | 12 263 | 13 824 | 17 138 | 15 233 | 13 423 | 12 708 |
| (Fuente: Population of Georgia in Soviet times) |       |        |        |        |        |        |        |

Históricamente, la población de Kaspi ha sido mayoritariamente georgiana aunque históricamente hubo importantes minorías eslavas y de armenios. 
|              | 1939      | 1939       | 2014      | 2014       |
| Grupo étnico | Población | Porcentaje | Población | Porcentaje |
| ------------ | --------- | ---------- | --------- | ---------- |
| Georgianos   | 2955      | 62,5%      | 12 219    | 91,03%     |
| Rusos        | 769       | 16,3%      | 47        | 0,35%      |
| Ucranianos   | 769       | 16,3%      | 27        | 0,20%      |
| Azeríes      | 10        | 0,2%       | 782       | 5,83%      |
| Osetios      | 167       | 3,5%       | 280       | 2,09%      |
| Armenios     | 748       | 15,8%      | 51        | 0,38%      |
| Judíos       | 29        | 0,6%       | -         | -          |
| Alemanes     | 12        | 0,3        | -         | -          |
| Lezguinos    | 11        | 0,2%       | -         | -          |
| Kurdos       | 1         | 0,1%       | -         | -          |
| Total        | 4729      | 100%       | 13 423    | 100%       |

## Economía
En Kaspi se ubica una de las mayores industrias cementeras de Georgia y origen de una fuerte contaminación.

## Infraestructura

### Arquitectura, monumentos y lugares de interés
En Kaspi está el castillo Amilajvari. Entre las basílicas destacan: la catedral de la época feudal "Theodore Tyrone", así como la iglesia dominical de la época feudal, que se ha desarrollado.

### Transporte
En el territorio de Kaspi hay una estación de tren en la línea Tiflis-Samtredia, además de la autovía S1, que coincide con la autopista europea E60. 

## Cultura

### Arqueología
Uno de los sitios arqueológicos humanos más antiguos y ricos, Gracliani, se encuentra cerca de Kaspi.

## Galería

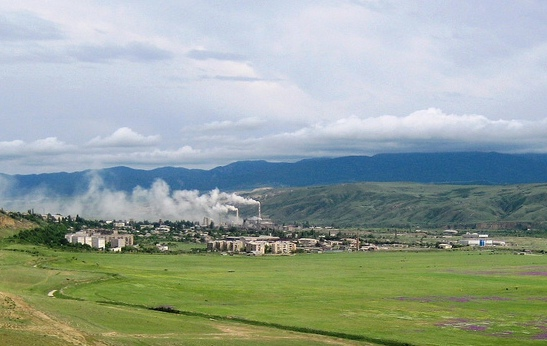
Vista aérea de Kaspi
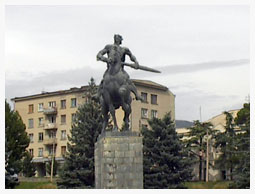
Centro de Kaspi
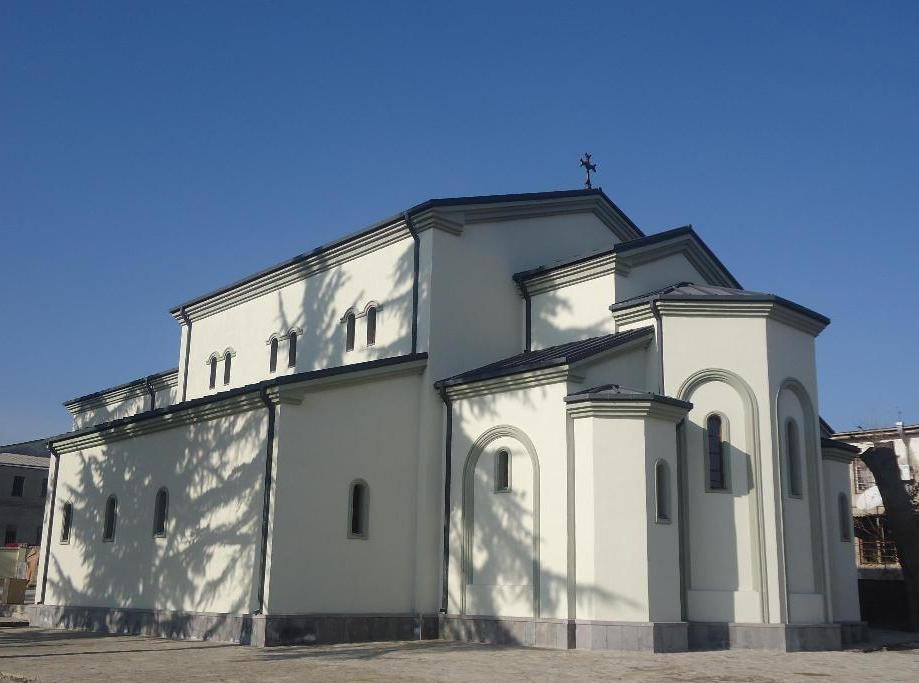
Catedral de Kaspi